# Maybach 57S
De Maybach 57S is de sportievere versie van de 57, van luxemerk Maybach. De auto werd in 2005 getoond op de Autosalon van Genève. Hierbij is voornamelijk het cilinderinhoud en de turbodruk verhoogd, waardoor de V12 nog meer vermogen kan leveren. Hij levert nu 450 kW (612 pk) en een koppel van 1000 Nm (begrensd).
In 2010 lanceerde de Duitse carrosseriebouwer Xenatec een coupé op basis van de 57S met de naam Maybach 57S Cruisero.
voormalige modellen:
57 ·
57S ·
57S Cruisero ·
62 ·
62S ·
62S Landaulet
conceptauto's:
Exelero
historische modellen:
W1 ·
W3 ·
W5 ·
12 ·
DSH ·
DS7 Zeppelin ·
W6 ·
DS8 Zeppelin ·
W8 DSG ·
SW35 ·
SW38 ·
SW42 ·
JW61